# Lauer von Münchhofen

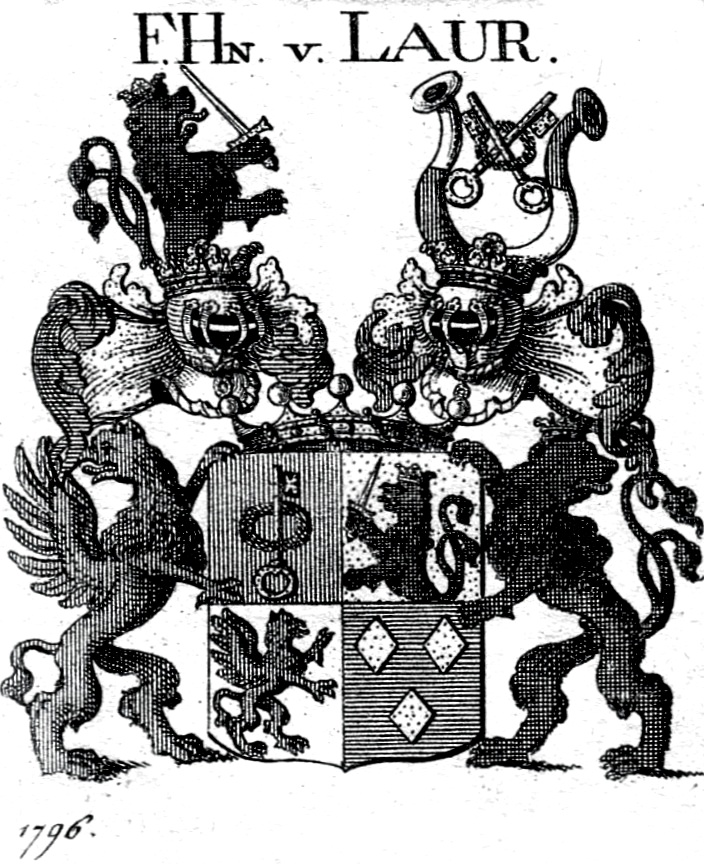
Wappen der Freiherren von Laur gemäß Adelsbrief von 1790

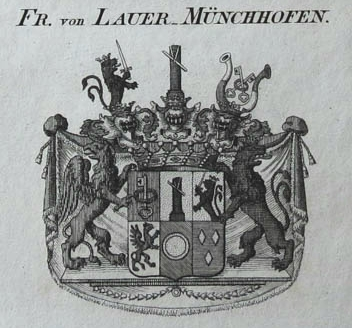
Freiherrliches Wappen Lauer von Münchhofen im Wappenbuch der Preussischen Monarchie, 1832

Lauer von Münchhofen oder Laur von Münchhofen (auch von Lauer-Münchhofen) ist der Name einer auf Adolf Julius Lauer von Münchhofen und seine Frau Marie Magdalene Charlotte, vormalige Mätresse und zweite Ehefrau des Markgrafen Friedrich Heinrich von Brandenburg-Schwedt, zurückgehenden freiherrlichen Familie.

## Geschichte
Die Familie Lauer beziehungsweise Laur gehörte zu Beginn des 18. Jahrhunderts der ratsherrlichen Bürgerschaft der Reichsstadt Nordhausen an. Johann Benjamin Laur (1676–1768) war Brauherr zu Nordhausen, sowie Ratsherr und Advokat. Ab 1735 besaß er einen Gasthof. Da er sich Benjamin Laur, Cölledanus, bezeichnete, stammte er aus Kölleda. Seine Frau, die Bürgermeisterstochter Sophia Elisabeth Arens, entstammte aber der alteingesessenen Nordhäuser Oberschicht; ihre Vorfahren mütterlicherseits (Ernst) bekleideten vielfach das örtliche Bürgermeisteramt. Sein Sohn Johann Jakob Laur/Lauer wurde Kaufmann und erwarb 1748 das Hallenser Bürgerrecht. 1752 heiratete er Sophie Charlotte Hantelmann aus Tangermünde in der Altmark, die Tochter des Braugildenmeisters und Weinhändlers Julius Hantelmann.
Der Sohn Adolf Julius wurde am 11. September 1790 per Adelsdiplom in Dresden mit dem Prädikat von Münchhofen in den Reichsfreiherrenstand nobilitiert. Der Namenszusatz wurde nach dem Besitz Mönchshof (Gut Münchhofen) in Siebleben bei Gotha gewählt. Am 26. Oktober 1796 wurde die Nobilitierung in Preußen bestätigt.

## Familienmitglieder
- Adolf Julius Lauer von Münchhofen (1755–1831), Stammherr der Familie
- Adolf Lauer von Münchhofen (1795–1874), Sohn Adolf Julius und preußischer Generalmajor
- Eduard Lauer von Münchhofen (1796–nach 1871)[7], Regierungspräsident in Schaumburg-Lippe
- Maximilian Laur von Münchhofen (1863–1936), preußischer Verwaltungsbeamter